# 대덕산 (강원)
대덕산(大德山)은 대한민국 강원특별자치도 태백시 창죽동과 삼척시 하장면에 걸쳐있는 산으로 높이는 1,307m이다. 태백산맥의 줄기인 중앙산맥에 속하는 산이다. 서쪽에 노목산(櫓木山, 1,150m), 함백산(咸白山, 1,573m), 동쪽에 육백산(六百山, 1,244m) 등이 솟아 있다.
또한 동쪽은 매봉산(1,303m), 북쪽은 금대봉(1,418m)으로 둘러쌓여 면적 약 38만 950m2(126만 평)의 지역을 1993년 환경부가 자연생태계 보호지역으로 정하여 보호하고 있다.

## 위치
대덕산의 북쪽 사면에서 발원한 수계(水系)는 남한강의 지류인 동대천(東大川)으로 흘러들고, 남쪽 사면에서 발원한 수계는 골지천(骨只川)의 최상류를 이루며, 북쪽으로 흐른다.
태백산맥의 줄기인 중앙산맥에 속하는 산으로 북쪽에 함백산(大德山, 1,573m), 서쪽에 백운산(白雲山, 1,426m)과 매봉산(梅峰山, 1,268m), 서남쪽에 장산(壯山, 1,409m), 남쪽에 태백산(1,547m), 동쪽에 연화산(蓮花山, 1,171m)·백병산(白屛山, 1,259m) 등이 솟아 있다.
대덕산과 함백산 사이로 태백선(太白線)이 정암터널을 지나 황지읍에 이르며, 태백시 장성동(長省洞)·백산동(栢山洞)에서 영동선(嶺東線)이 이어져서 산의 동쪽을 통과하고 북동쪽에는 동양그룹의 모기업인 삼척 동양(東洋)광산이 있다. 주변 일대는 고생대 평안계 지층으로 무연탄의 매장이 풍부하여 삼척탄전의 일부로 형성하였던 것으로 원래는 일본 오노다(小野田)시멘트회사의 삼척공장으로 알려져 있다. 남쪽의 함백산과의 사이로 영월과 태백을 연결하는 38번 국도가 놓여져 있고, 태백선을 이용하면 정암터널을 지나 태백시 황지동으로 연결된다.

## 전해오는 이야기
산의 각 비탈면에서는 남한강(南漢江)의 여러 지류가 발원하는 것으로 알려진 산이다. 《척주지》에 "대박산 서쪽은 정암(淨岩) 육천이고 육천의 물은 영월에 이르러 큰 강에 흘러들어 간다. 대박산은 태백산 동쪽에 있고 아래 위로 본적(本寂) • 심적(深寂) • 묘적(妙寂) • 은적(隱寂) 등의 암자가 있고 만생백(蔓生栢)과 오엽송(五葉松)이 많이 자란다. 대박산 동쪽은 황지이고, 황지 동쪽에는 연화산이 있다."고 기록되어 있다. 이 내용에서 대박산의 위치가 지금의 함백산으로 짐작된다.
《삼국유사》 척주부에는 "근대봉 남쪽에 상함백산(지금의 은대봉) • 중함백산(본적산) • 하함백산(지금의 함백산)이 있다."는 기록이 있어 함백산은 세 산을 아우르고 있음을 알 수 있다. 또한, 《삼국유사》에 "자장법사는 처음 오대산에 이르러 진신을 보려고 산기슭에 모옥을 짓고 살았으나 7일이 되어도 나타나지 않았다. 이에 묘범산(妙梵山)으로 가서 정암사를 세웠다."는 기록도 있다. 이같은 기록으로 봐서 묘범산과 대박산은 함백산을 지칭함을 알 수 있다.
이러한 고문헌을 통해서 산 이름의 역사가 매우 오래되었음을 엿볼 수 있는데 《태백의 지명유래》에 의하면 묘범산은 '묘하게 높은 산'이라는 의미의 묘고산(妙高山)과 같은 말로 대산(大山)이자 신산(神山)이며 세계의 중심이라는 뜻한다. 또한 대박산이 '크게 밝은 산'이라는 뜻으로 《대동여지도》에는 대박산이라고 표기되어 있다. 그러나 일제강점기에 제작된 《조선지형도》에는 함백산이라고 적혀 있다.
조선 영조 때의 실학자 여암 신경준이 저술한 《산경표》에는 대박산으로 기록되어 있다. 《정선총쇄록》에는 상함박, 중함박, 하함박 등의 지명이 나오는데 왜 함백으로 바뀌었는지에 대해서는 알 수 없으나, 태백(太白), 대박(大朴)과 함백(咸白)이라는 말은 모두 ‘크게 밝다’는 뜻이다.
서북쪽 산록에는 신라 선덕여왕 때에 자장(慈藏)이 당나라에서 사리를 가지고 귀국하여 건립한 절로 알려지고 있는 정암사가 있다. 이곳에는 보물 제410호로 지정된 정암사수마노탑(淨巖寺水瑪瑙塔)과 천연기념물 제73호로 지정된 정암사열목어서식지가 있다. 태백시 쪽 사면에는 심적사(心積寺)라는 절이 있다.

## 산의 지리와 동식물
대덕산과 금대봉 일대는 생태적 우수성이 높아 환경부 생태계보전지역으로 설정되어 있다. 이곳의 임상(林相)은 신갈나무림으로 구성된 활엽수림이 대다수를 차지하고, 대덕산 주변지역에는 낙엽송조립지 등이다. 식물상은 전체 85과 282속 480종으로 나타났고, 특산식물은 키버들, 은꿩의다리, 금강제비꽃, 금강애기나리 등 총 19종이며, 이는 한국의 3.33%, 강원도의 12.8% 정도가 분포한다. 식물구계학적 특정식물종(Ⅴ등급)인 개병풍과 가시오갈피나무, 솔나무, 노랑무늬붓꽃 등이 나타나 자연환경이 우수하다. 희귀식물인 나도파초일엽과 한계령풀, 공작고사리, 흑쐐기풀, 미기록종인 대성쓴풀 등 20여종이 나타났다.
수서곤충은 24과 40종이 관찰되었고, 어류는 2과 4종이 서식하고 있으며, 특히 창죽동 계곡에는 한국고유종인 금강모치가 나타났다.
조류는 총 8목 22과 38종이 나타났으며, 천연기념물인 검독수리, 붉은배새매, 소쩍새 등이 관찰되었고, 포유류는 총 5목 10과 14종으로 조사되었으며, 보호야생종인 삵과 천연기념물인 하늘다람쥐가 발견되었다.

## 산행 코스
대덕산은 함백산(1573m)과 더불어 태백산 등 1400m 이상 고산에 둘러싸여 산세가 웅장하다. 대한민국에서 자동차로 올라갈 수 있는 가장 높은 고개인 만항재(1330m)와 태백선수촌 중간쯤에서 함백산 정상까지 2.3km로 자동차로 올라갈 수 있다. 그리고 두문동재에서 대덕산 쪽으로 산행이가능하다. 그러나 한겨울에는 제설이 안 될 때가 있으므로 산행은 준비를 철저히 하여 가볍게 걷는 게 안전하다. 정상에 서면 백두대간이 그림처럼 펼쳐지고 멀리 동해바다 해돋이도 한눈에 들어온다.

## 같이 보기
- 한국의 산
- 금대봉
- 함백산
- 두타산
- 청옥산